# Тразагіс
Тразагіс, Тразаґіс (італ. Trasaghis) — муніципалітет в Італії, у регіоні Фріулі-Венеція-Джулія,  провінція Удіне.
Тразагіс розташований на відстані близько 490 км на північ від Рима, 95 км на північний захід від Трієста, 27 км на північний захід від Удіне.
Населення — 2242 особи (2014).

## Демографія
Населення за роками:

Станом на 1 січня 2023 року в муніципалітеті офіційно проживали 84 іноземці з 24 країн, серед них 46 громадян країн Євросоюзу та 8 громадян України.

## Сусідні муніципалітети
- Бордано
- Каваццо-Карніко
- Форгарія-нель-Фріулі
- Джемона-дель-Фріулі
- Озоппо
- Віто-д'Азіо